# Viewlexx
Viewlexx est un label indépendant de musique électronique basé à La Haye (Pays-Bas) et fondé par Ferenc E. van der Sluijs (alias I-F). Le style du label s'oriente particulièrement vers l'Electro. Le label s'est notamment fait connaître par le morceau Space Invaders Are Smoking Grass de I-F sorti initialement en 1997 sur Viewlexx. Ce morceau est ensuite sorti en 1998 sur le label de Détroit Interdimensional Transmissions fondé par Brendan M. Gillen. Le label est mis en pause et réactivé en 2002 pour relancer le morceau Lies par Novamen.

## Sous-labels
- Holosynthesis
- Murder Capital
- Panama Records
- Top Secret/Test Series

## Artistes et groupes du label
- I-F (alias Interr-Ference)
- Electronome
- The Parallax Corporation
- Alden Tyrell